# アンリ4世 (バル伯)
アンリ4世（フランス語：Henri IV, 1315/20年 - 1344年12月24日）は、バル伯（在位：1336年 - 1344年）。叔母ジャンヌ・ド・バルがアンリ4世の名のもと、バル伯領を支配した。
アンリ4世はバル伯エドゥアール1世とマリー・ド・ブルゴーニュの息子である。フランドル伯ロベール3世の孫ヨランド・ド・ダンピエールと結婚した。

## 子女
ヨランド・ド・ダンピエールとの間に2男をもうけた。
- エドゥアール2世（1340年頃 - 1352年） - バル伯[2]
- ロベール1世（1344年 - 1411年） - バル伯、のちバル公[2]